# Гафельланд (район)
Гафельланд (нім. Landkreis Havelland) — район у Німеччині, у землі Бранденбург. Розташований на захід від Берліна. Центр району — місто Ратенов. Площа — 1 717 км². Населення — 164 693 ос. (на 31 грудня 2020). Щільність населення 90 осіб/км². 
Офіційний код району — 12 0 63.

## Міста та громади
До складу району входять 5 самостійних міст, 5 самостійних громад, а також 2 міста і 14 громад, об'єднаних у три об'єднання громад.
(дані про населення наведені на 31 грудня 2020)
|  | Самостійні міста: 1. Кецин (6595) 2. Науен (18540) 3. Премніц (8368) 4. Ратенов (24179) 5. Фалькензе (44236) Самостійні громади: 1. Брізеланг (12512) 2. Вустермарк (9928) 3. Дальгов-Деберіц (10298) 4. Міловер-Ланд (4364) 5. Шенвальде-Глін (10017) | Об'єднання громад: 1. Фрізак (6536) 1. Візенауе (779) 2. Мюленберге (717) 3. Пауліненауе (1354) 4. Пессін (669) 5. Рецов (521) 6. Фрізак, місто (2496) 2. Неннгаузен (4573) 1. Коцен (616) 2. Меркіш-Лух (1265) 3. Неннгаузен (1814) 4. Штехов-Ферхезар (878) 3. Рінов (4547) 1. Гафеляуе (872) 2. Голленберг (418) 3. Гросдершау (420) 4. Зеблік (884) 5. Клесен-Герне (357) 6. Рінов, місто (1596) |

## Населення
| Рік  | Населення |
| ---- | --------- |
| 1993 | 128.742   |
| 1994 | 129.482   |
| 1995 | 131.381   |
| 1996 | 133.823   |
| 1997 | 137.204   |
| 1998 | 141.105   |
| 1999 | 144.944   |
| 2000 | 148.130   |

| Рік  | Населення |
| ---- | --------- |
| 2001 | 151.514   |
| 2002 | 152.667   |
| 2003 | 153.328   |
| 2004 | 154.044   |
| 2005 | 155.019   |
| 2006 | 155.408   |
| 2007 | 155.359   |
| 2008 | 155.141   |

| Рік  | Населення |
| ---- | --------- |
| 2009 | 154.984   |
| 2010 | 154.891   |
| 2011 | 152.915   |
| 2012 | 153.294   |
| 2013 | 153.874   |
| 2014 | 155.408   |
| 2015 | 158.236   |